# Localització del so

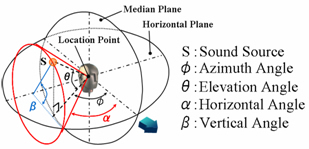
Localització del so, paràmetres físics

La localització del so és la capacitat de l'oient per identificar la ubicació o l'origen d'un so detectat en direcció i distància. S'han estudiat àmpliament els mecanismes de localització del so del sistema auditiu dels mamífers. El sistema auditiu utilitza diverses indicacions per a la localització de la font de so, incloent la diferència de temps i la diferència de nivell (o diferència d'intensitat) entre les orelles i la informació espectral. Aquests senyals també són utilitzats per altres animals, com ara ocells i rèptils, però hi pot haver diferències en l'ús, i també hi ha senyals de localització que estan absents en el sistema auditiu humà, com ara els efectes dels moviments de l'oïda. Els animals amb la capacitat de localitzar el so tenen un clar avantatge evolutiu.

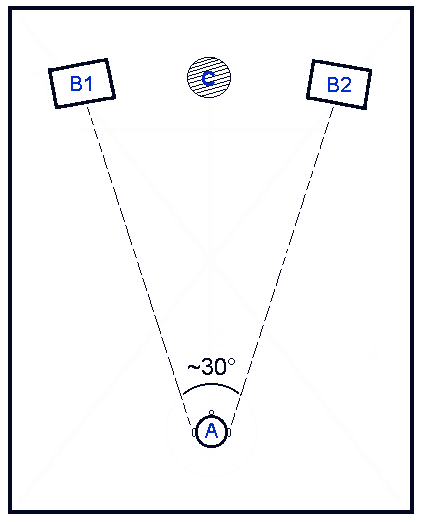
Localització del so en una sala d'estar. Escoltar música d'alta fidelitat en una sala d'estar: col·locació de tancaments d'oient i altaveus (a partir d'un sistema reproductor estereofònic). Llegenda: A: oient B1 i B2: tancaments d'altaveus esquerre i dret C: font puntual central de ficció perquè l'angle d'escolta dels altaveus/oient és d'aproximadament 30°. Nota: s'han de respectar altres condicions, per exemple, el temps de reverberació de la sala no ha de superar unes dècimes de segon.

El so és el resultat perceptiu de les vibracions mecàniques que viatgen per un medi com l'aire o l'aigua. Mitjançant els mecanismes de compressió i rarefacció, les ones sonores viatgen per l'aire, reboten en el pavelló i la concha de l'oïda exterior i entren al conducte auditiu. Les ones sonores fan vibrar la membrana timpànica (timbal), fent que els tres ossos de l'oïda mitjana vibrin, que després envia l'energia a través de la finestra oval i cap a la còclea on es transforma en un senyal químic per les cèl·lules ciliades de l'òrgan de Corti, que fan sinapsi en fibres ganglionars espirals que viatgen a través del nervi coclear fins al cervell.
En els vertebrats, se sap que les diferències de temps interaurals es calculen al nucli olivari superior del tronc cerebral. Segons Jeffress, aquest càlcul es basa en línies de retard: neurones de l'oliva superior que accepten la innervació de cada orella amb diferents longituds d'axó de connexió. Algunes cèl·lules estan connectades més directament a una orella que a l'altra, per la qual cosa són específiques per a una diferència de temps interaural particular. Aquesta teoria és equivalent al procediment matemàtic de la correlació creuada. Tanmateix, com que la teoria de Jeffress no pot explicar l'efecte de precedència, en què només s'utilitza el primer de múltiples sons idèntics per determinar la ubicació dels sons (evitant així la confusió causada pels ecos), no es pot utilitzar completament per explicar la resposta. A més, una sèrie d'observacions fisiològiques recents fetes al mesencefalo i al tronc cerebral de petits mamífers han generat dubtes considerables sobre la validesa de les idees originals de Jeffress.